# Автомагістраль A1 (Бельгія)
Автомагістраль A1 — головна бельгійська автомагістраль, що з'єднує столицю Брюссель з Антверпеном, а потім до голландського кордону, повертаючи на A16 у Нідерландах. Автомагістраль є частиною E19.

## Центральна резервація
Примітним між Антверпеном і Брюсселем є виняткова широка центральна резервація (шириною 40 м на довжині приблизно 35 км). Початкові плани щодо А1, датовані початком 1970-х років, базувалися на нереалістичних сценаріях зростання. Центральна резервація була призначена для можливих смуг для руху з Брюсселя до Антверпена (і навпаки), лише з пандусами в Мехелені (що пояснює складну розв’язку в Мехелен-північ і південь). Лише між Антверпеном і Контічем середні смуги були побудовані 2 х 2 смуги, але їх об’єднали у 2011 році.

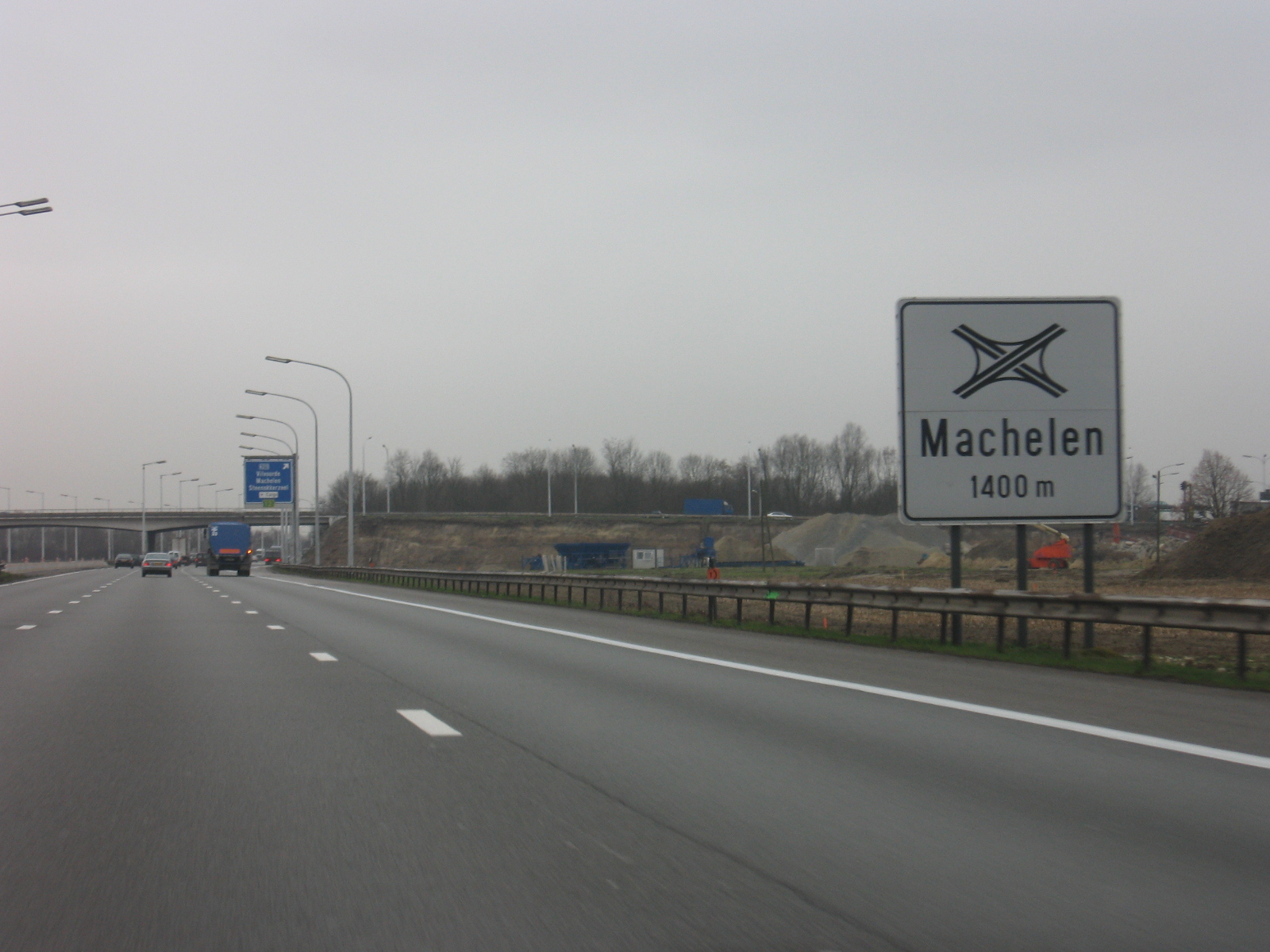
A1 біля розв'язки Machelen

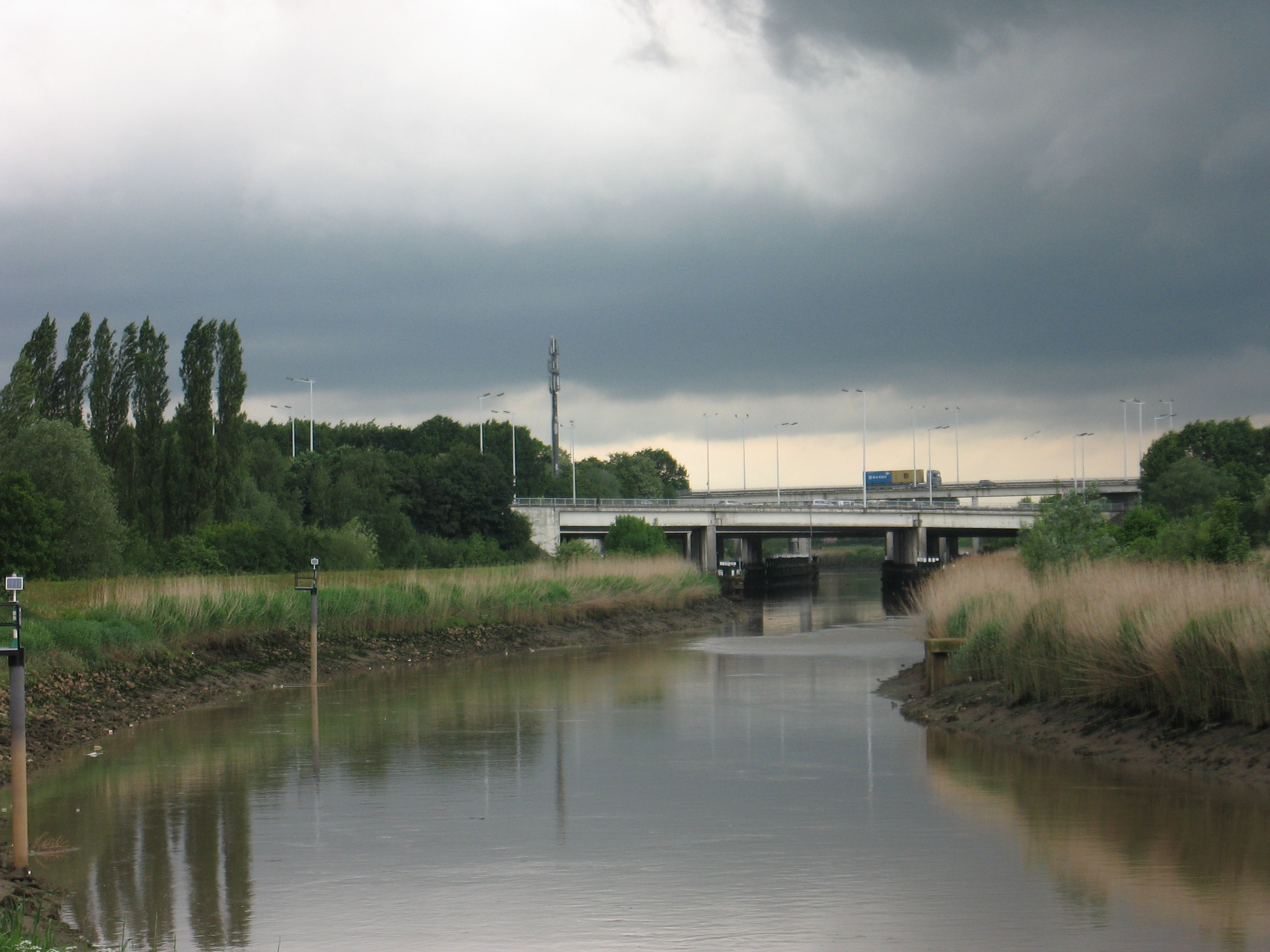
Віадук над Дейле біля Мехелена

Решта траси не була побудована, незважаючи на збільшення трафіку. Оскільки кільце Брюсселя та кільце Антверпену вже не можуть керувати трафіком у певний час, «суперавтомагістраль» лише перемістить затори з A1 на розв’язки поблизу Антверпена та Брюсселя. Ця широка центральна резервація, включаючи надто довгі мости через A1, разом із частково невикористаною розв’язкою в Мехелені та лампами, які освітлюють невикористану центральну резервацію, є помилкою міського планування. Невикористані лампи вивезли у 2006 році.
Невдовзі після справи Дютру, у 1997 році, на частині центральної резервації в пам'ять про вбитих дітей, так званому «Witte Kinderbos» («Ліс білих дітей»), були висаджені дерева.
У центральній резервації між Земстом і Брюсселем між 2007 і 2012 роками була побудована залізниця, яка є частиною нового високошвидкісного сполучення від Антверпена до аеропорту Брюсселя, відомого як проект Diabolo. Таким чином, частина Witte Kinderbos зникла і була замінена зеленими насадженнями між A1 та прилеглими житловими районами. Найбільша частина лісу знаходиться між Мехеленом і Антверпеном і залишилася.